# سام ميروين جونيور
سام ميروين جونيور (بالإنجليزية: Sam Merwin Jr.)‏ (28 أبريل 1910 في الولايات المتحدة - 13 يناير 1996، لوس أنجلوس في الولايات المتحدة)؛ روائي أمريكي.

## روابط خارجية
- سام ميروين جونيور على موقع IMDb (الإنجليزية)